# Куры (Эстония)
Ку́ры (эст. Kurõ), на письме ранее также Ку́ре (эст. Kure) — деревня в волости Рыуге уезда Вырумаа, Эстония. 
До административной реформы местных самоуправлений Эстонии 2017 года деревня входила в состав волости Миссо (упразднена).

## География и описание
Расположена на границе Эстонии с Латвией, в 31 километре к юго-востоку от уездного центра — города Выру. Высота над уровнем моря — 182 метра.
Климат умеренный. Официальный язык — эстонский. Почтовый индекс — 65014.

## Население
По данным переписи населения 2021 года, в Куры насчитывалось 4 жителя, все — эстонцы.
По данным переписи населения 2011 года, в деревне проживали 5 человек, также все — эстонцы.
Численность населения деревни Куры по данным переписей населения:
| Год  | 1959 | 1970 | 2000 | 2011 | 2021 |
| ---- | ---- | ---- | ---- | ---- | ---- |
| Чел. | 37   | ↘ 31 | ↘ 9  | ↗ 5  | ↘ 4  |

## История
Деревня возникла на землях мызы Иллинген (нем. Illingen, Миссо, эст. Misso mõis). В 1977–1997 годах Куры была частью деревни Раммука.

## Происхождение топонима
Добавочное имя Куры (Куре) в глухомани Миссо (также Пугола) существовало уже в  XVII веке. В письменных источниках 1684  года встречается имя жителя Кури Томас (Curi Thomas), в 1688 году — Курре Томас (Kurre Tomas), в 1820 году название деревни было записано как Пуггола-Курре (Puggola-Kurre).
Птичье название «журавль» (эст. kurg—kure) в старинных крестьянских именах было очень распространено. Также следует принимать во внимание значение другого добавочного имени — Курки (эст. Kurki), как «нечистая сила, чёрт» (эст. kurivaim, kurat), — которое использовалось в прибалтийско-финских языках в качестве бранного слова или многосложного имени.
На местном наречии используются также такие названия деревни, как Курыкюля и Курыкюлля (Kurõkülä, Kurõküllä).